# Sarah Beth Grey
Sarah Beth Grey (Liverpool, 10 agosto 1995) è una tennista britannica.

## Carriera
Sarah Beth Grey, conosciuta precedentemente come Sarah Beth Askew, ha vinto 1 titolo in singolare e 26 titoli in doppio nel circuito ITF in carriera. Il 1 agosto 2022 ha raggiunto il best ranking mondiale nel singolare, nr 277; il 21 ottobre 2019 ha raggiunto il miglior piazzamento mondiale nel doppio, nr 143.
Ha fatto il suo debutto al Dubai Tennis Championships 2019 nel doppio insieme alla connazionale Eden Silva grazie ad una wild-card, sconfiggendo al primo turno Nadežda Kičenok e Veronika Kudermetova, per poi essere sconfitte dalle quarte teste di serie Gabriela Dabrowski e Xu Yifan.

## Statistiche ITF

### Singolare

#### Vittorie (1)
| Torneo $100.000 (0) |
| Torneo $80.000 (0)  |
| Torneo $75.000 (0)  |
| Torneo $60.000 (0)  |
| Torneo $50.000 (0)  |
| Torneo $40.000 (0)  |
| Torneo $25.000 (1)  |
| Torneo $15.000 (0)  |
| Torneo $10.000 (0)  |

| N. | Data            | Torneo                                      | Superficie    | Avversaria in finale | Punteggio |
| 1. | 5 dicembre 2021 | Jablonec nad Nisou Open, Jablonec nad Nisou | Sintetico (i) | Anastasia Kulikova   | 6-2, 6-2  |

### Doppio

#### Vittorie (26)
| Torneo $100.000 (0) |
| Torneo $80.000 (0)  |
| Torneo $75.000 (0)  |
| Torneo $60.000 (4)  |
| Torneo $50.000 (0)  |
| Torneo $40.000 (0)  |
| Torneo $25.000 (16) |
| Torneo $15.000 (1)  |
| Torneo $10.000 (5)  |

| N.  | Data              | Torneo                                             | Superficie  | Compagna                   | Avversarie in finale                    | Punteggio           |
| 1.  | 1º dicembre 2013  | Rethymno Women's Futures, Retimo                   | Cemento     | Katy Dunne                 | Margarita Lazareva Lisanne van Riet     | 2–6, 6–4, [10–5]    |
| 2.  | 14 novembre 2015  | Aegon GB Pro-Series Bath, Bath                     | Cemento (i) | Olivia Nicholls            | Freya Christie Lisa Whybourn            | 1–6, 6–4, [10–2]    |
| 3.  | 20 febbraio 2016  | Aegon GB Pro-Series Wirral, Penisola di Wirral     | Cemento (i) | Olivia Nicholls            | Veronica Corning Harriet Dart           | 6-2, 1-6, [10-8]    |
| 4.  | 24 settembre 2016 | Aegon GB Pro-Series Nottingham, Nottingham         | Cemento (i) | Olivia Nicholls            | Dasha Ivanova Margot Yerolymos          | 6–2, 1–6, [10–8]    |
| 5.  | 5 novembre 2016   | Aegon GB Pro-Series Sheffield, Sheffield           | Cemento (i) | Olivia Nicholls            | Mia Eklund Nika Šjtkouskaja             | 7–6(3), 7–5         |
| 6.  | 12 novembre 2016  | Aegon GB Pro-Series Shrewsbury, Shrewsbury         | Cemento (i) | Olivia Nicholls            | Alicia Barnett Lauren McMinn            | 6–3, 6–3            |
| 7.  | 11 febbraio 2017  | Aegon GB Pro-Series Edgbaston, Edgbaston           | Cemento (i) | Olivia Nicholls            | Melanie Stokke Julia Wachaczyk          | 6–3, 5–7, [10–7]    |
| 8.  | 22 ottobre 2017   | Open GDF Suez de Touraine, Joué-lès-Tours          | Cemento (i) | Samantha Murray            | Jaqueline Cristian Elena-Gabriela Ruse  | 7–6(3), 6–3         |
| 9.  | 15 aprile 2018    | Obidos Ladies Open, Óbidos                         | Sintetico   | Olivia Nicholls            | An-Sophie Mestach Nina Stojanović       | 4-6, 7-6(4), [10-6] |
| 10. | 21 aprile 2018    | Óbidos Ladies Open, Óbidos                         | Sintetico   | Olivia Nicholls            | Jessika Ponchet Ganna Poznichirenko     | 6-2, 6-1            |
| 11. | 10 novembre 2018  | Aegon GB Pro-Series Shrewsbury, Shrewsbury         | Cemento (i) | Olivia Nicholls            | Tayisiya Morderger Yana Morderger       | 0–6, 6–3, [10–4]    |
| 12. | 20 luglio 2019    | Palmela Ladies Open, Palmela                       | Cemento     | Eden Silva                 | Estelle Cascino Džulija Terzijska       | 7-5, 6-2            |
| 13. | 3 agosto 2019     | Aegon GB Pro-Series Foxhills, Woking               | Cemento     | Eden Silva                 | Naiktha Bains Ankita Raina              | 6-2, 7-5            |
| 14. | 10 agosto 2019    | Aegon GB Pro-Series Chiswick, Chiswick             | Cemento     | Valentini Grammatikopoulou | Freya Christie Samantha Murray          | 6(5)-7, 6-3, [10-5] |
| 15. | 28 agosto 2021    | Zubr Cup, Přerov                                   | Terra rossa | Carolina Meligeni Alves    | Mana Kawamura Funa Kozaki               | 6–4, 3–6, [13–11]   |
| 16. | 9 ottobre 2021    | Open Feminin 50, Cherbourg-en-Cotentin             | Cemento (i) | Arianne Hartono            | Estelle Cascino Camilla Rosatello       | 6-3, 6-2            |
| 17. | 21 luglio 2023    | Roehampton Women's, Roehampton                     | Cemento     | Rutuja Bhosale             | Madeleine Brooks Holly Hutchinson       | 0-6, 6-4, [10-4]    |
| 18. | 18 agosto 2023    | Aldershot GB Pro Series, Aldershot                 | Cemento     | Destanee Aiava             | Erina Hayashi Saki Imamura              | 6-4, 6-3            |
| 19. | 25 agosto 2023    | Vigo Women Tenis Tour, Vigo                        | Cemento     | Nefisa Berberović          | Anastasia Abbagnato Patricija Paukštytė | 6–3, 4–6, [11–9]    |
| 20. | 1º settembre 2023 | Femenino Valladolid Open, Valladolid               | Cemento     | Alexandra Bozovic          | Ava Markham Tian Fangran                | 7-5, 6-0            |
| 21. | 11 novembre 2023  | Calgary National Bank Challenger, Calgary          | Cemento (i) | Eden Silva                 | Hanna Chang Katarina Jokić              | 6-4, 6-4            |
| 22. | 27 gennaio 2024   | TBC Porto Open, Porto                              | Cemento (i) | Olivia Nicholls            | Francisca Jorge Matilde Jorge           | 4-6, 6-3, [10-6]    |
| 23. | 18 maggio 2024    | Kurume U.S.E Cup, Kurume                           | Sintetico   | Madeleine Brooks           | Momoko Kobori Ayano Shimizu             | 6-4, 6-0            |
| 24. | 7 settembre 2024  | Leiria Women's, Leiria                             | Cemento     | Matilde Jorge              | Bianca Fernandez Radka Zelníčková       | 7-6(1), 6-2         |
| 25. | 4 ottobre 2024    | Internationaux de Reims-Champagne, Reims           | Cemento (i) | Mingge Xu                  | Ekaterina Ovčarenko Emily Webley-Smith  | 6-3, 6-1            |
| 26. | 12 ottobre 2024   | Internationaux de Touraine Feminin, Joué-lès-Tours | Cemento (i) | Leonie Küng                | Anastasija Firman Chelsea Fontenel      | 6-4, 6-2            |

#### Sconfitte (24)
| Torneo $100.000 (2) |
| Torneo $80.000 (2)  |
| Torneo $75.000 (0)  |
| Torneo $60.000 (3)  |
| Torneo $50.000 (0)  |
| Torneo $40.000 (1)  |
| Torneo $25.000 (10) |
| Torneo $15.000 (3)  |
| Torneo $10.000 (3)  |

| N.  | Data              | Torneo                                                          | Superficie  | Compagna           | Avversarie in finale                 | Punteggio           |
| 1.  | 12 aprile 2014    | Aegon GB Pro-Series Gloucester, Gloucester                      | Cemento (i) | Katy Dunne         | Lucy Brown Hilda Melander            | 5-7, 3-6            |
| 2.  | 29 ottobre 2016   | Aegon GB Pro-Series Loughborough, Loughborough                  | Cemento (i) | Olivia Nicholls    | Dasha Ivanova Petra Krejsová         | 6(2)-7, 6(2)-7      |
| 3.  | 19 novembre 2016  | Heraklion Hellenic Zeus Circuit, Heraklion                      | Cemento     | Emilie Francati    | Manon Arcangioli Despina Papamichail | 4-6, 2-6            |
| 4.  | 20 maggio 2017    | Women Oeiras Magnesium OK, Oeiras                               | Terra rossa | Olivia Nicholls    | Gaia Sanesi Martina Spigarelli       | 0-6, 2-6            |
| 5.  | 29 settembre 2017 | Open GDF SUEZ Clermont-Ferrand, Clermont-Ferrand                | Cemento (i) | Olivia Nicholls    | Cornelia Lister Vera Lapko           | 4-6, 3-6            |
| 6.  | 3 novembre 2017   | Aegon GB Pro-Series Sunderland, Sunderland                      | Cemento (i) | Alicia Barnett     | Eleni Kordolaimi Maia Lumsden        | 6-2, 2-6, [9-11]    |
| 7.  | 11 maggio 2018    | Torneo Internacional de Tenis Femenino Ciudad de Monzón, Monzón | Cemento     | Olivia Nicholls    | Cristina Bucșa Jana Sizikova         | 2-6, 7-5, [8-10]    |
| 8.  | 10 agosto 2018    | Aegon GB Pro-Series Chiswick, Chiswick                          | Cemento     | Olivia Nicholls    | Freya Christie Samantha Murray       | 6-3, 5-7, [8-10]    |
| 9.  | 2 novembre 2018   | Aegon GB Pro-Series Wirral, Wirral                              | Cemento (i) | Olivia Nicholls    | Freya Christie Valerija Savinych     | 4-6, 5-7            |
| 10. | 7 dicembre 2018   | Kolmangal ITF Women's Tournament, Solapur                       | Cemento     | Ekaterina Jašina   | Miyabi Inoue Lu Jiajing              | 3-6, 3-6            |
| 11. | 30 marzo 2019     | Open GDF Suez Seine-et-Marne, Croissy-Beaubourg                 | Cemento (i) | Eden Silva         | Harriet Dart Lesley Kerkhove         | 3-6, 2-6            |
| 12. | 17 ottobre 2020   | Open Feminin 50, Cherbourg-en-Cotentin                          | Cemento (i) | Harriet Dart       | Robin Anderson Jessika Ponchet       | 6-4, 4-6, [8-10]    |
| 13. | 24 ottobre 2020   | Internationaux de Reims, Reims                                  | Cemento (i) | Harriet Dart       | Séléna Janicijevic Robin Montgomery  | w/o                 |
| 14. | 8 maggio 2021     | Magic Hotel Tours, Monastir                                     | Cemento     | Dasha Ivanova      | Gozal' Aınıtdınova Hanna Kubarava    | 5-7, 2-6            |
| 15. | 17 luglio 2021    | Engie Open de Biarritz, Biarritz                                | Terra rossa | Magali Kempen      | Oksana Selechmet'eva Daniela Vismane | 3-6, 6(5)-7         |
| 16. | 1º ottobre 2021   | ITF Féminin Le Neubourg, Le Neubourg                            | Cemento     | Estelle Cascino    | Robin Anderson Amandine Hesse        | 3-6, 6(2)-7         |
| 17. | 16 luglio 2022    | Guimaraes Ladies Open, Guimarães                                | Cemento     | Jamie Loeb         | Francisca Jorge Matilde Jorge        | 3-6, 1-6            |
| 18. | 16 settembre 2022 | ITF Féminin Le Neubourg, Le Neubourg                            | Cemento     | Weronika Falkowska | Freya Christie Ali Collins           | 6-1, 6(4)-7, [3-10] |
| 19. | 13 gennaio 2024   | Lexus GB Pro-Series Loughborough, Loughborough                  | Cemento (i) | Alicia Barnett     | Liv Hovde Ella McDonald              | 6-4, 2-6, [7-10]    |
| 20. | 10 febbraio 2024  | Engie Open de l'Isère, Grenoble                                 | Cemento (i) | Eden Silva         | Emily Appleton Freya Christie        | 6-3, 1-6, [9-11]    |
| 21. | 19 aprile 2024    | Ladies Open de Calvi, Calvi                                     | Cemento     | Amandine Hesse     | Urszula Radwańska Valentina Ryser    | 3-6, 2-6            |
| 22. | 7 giugno 2024     | Lexus Surbiton Trophy, Surbiton                                 | Erba        | Tara Moore         | Emina Bektas Aleksandra Krunić       | 1-6, 1-6            |
| 23. | 27 luglio 2024    | Figueira da Foz Ladies Open, Figueira da Foz                    | Cemento     | Madeleine Brooks   | Sayaka Ishii Naho Sato               | 6(1)-7, 5-7         |
| 24. | 14 settembre 2024 | Santarém Ladies Open, Santarém                                  | Cemento     | Katarína Kužmová   | Anastasija Gur'eva Radka Zelníčková  | 5-7, 1-6            |